# Милош Миловић
Милош Миловић (Херцег Нови, 22. децембра 1995) црногорски је фудбалер који тренутно наступа за Навбахор. За репрезентацију Црне Горе дебитовао је у новембру 2020. године на пријатељској утакмици са екипом Казахстана.

## Статистика

### Репрезентативна
Ажурирано 27. јануара 2023.
| Црна Гора | Црна Гора | Црна Гора |
| Године    | Наступа   | Голова    |
| --------- | --------- | --------- |
| 2020.     | 1         | 0         |
| 2022.     | 1         | 0         |
| Укупно    | 2         | 0         |